# Pseudoallergie
 (janvier 2019).
Une pseudoallergie est une condition nommée pour sa présentation similaire à une véritable allergie, bien que due à des causes différentes. 
Cela peut être dû à des modifications du métabolisme de l'histamine. 
Cela peut être la cause de certaines formes d'intolérance alimentaire. 